# Lagochile obscurata
Lagochile obscurata är en skalbaggsart som beskrevs av Friedrich Ohaus 1905. 
Lagochile obscurata ingår i släktet Lagochile och familjen Rutelidae. Utöver nominatformen finns också underarten L. o. debahia.